# Nino Berrini
Nino Berrini (Cuneo, 2 luglio 1880 – Boves, 11 settembre 1962) è stato un giornalista, scrittore, drammaturgo e regista italiano.

## Biografia
Nacque a Cuneo ma passò a Boves gran parte della giovinezza e da adulto vi tornò nei mesi estivi.
L'arte di Berrini si ispira molto a quella di Sem Benelli, nel tentativo di coniugare il dannunzianesimo con lo stile del teatro del tardo Ottocento.
Scrisse diverse pièces teatrali quali: Il tramonto d'un re (1912, dramma storico in 4 atti, in versi), Rambaldo di Vaqueiras (1921), Francesca da Rimini (1923), La nuda del Cellini (1928), Teresa Casati Confalonieri (1938).
Il Rambaldo di Vaqueiras fu messo in scena a dicembre, al Quirino, dalla compagnia di Annibale Betrone J. All'epoca fu recensito da un'autorevole rivista, con queste parole: ai molti, troppi drammi storici o pseudostorici, che ancora infestano le nostre scene, quelli di Nino Berrini si distinguono vantaggiosamente per la precisione e la sicurezza dell'informazione erudita. Da ognuno di essi è evidente che, prima di porsi al telaio, Berrini si è immerso in un mare di letture intorno ai tempi e ai luoghi in cui visse l'eroe che la sua fantasia vagheggiava.
La sua opera più celebre fu Il beffardo, edita da Mondadori nel 1920, ed è incentrata sul personaggio di Cecco Angiolieri, che si trovava al centro di un'intricata vicenda di beffe, inganni e incomprensioni familiari, conclusasi in modo tragico. Fu rappresentata la prima volta al Teatro Lirico di Milano  il 18 agosto 1919.
Con Sandro Camasio e Angelo Nino Oxilia lo scrittore realizza la rivista teatrale Cose dell'altro mondo, di taglio satirico.
La sua permanenza a Boves fu funestata durante il tragico rastrellamento tedesco, da una vicenda per cui venne aspramente criticato dagli abitanti di Boves e che gli creò una reputazione funesta. Ecco quanto successe.
L'ordine del comandante delle SS, Theodor Wisch era di mettere a ferro e a fuoco tutta la città. Nino Berrini era terrorizzato come tutti e in quel momento si ricordò di aver conservato un ritaglio di giornale tedesco che riportava la notizia secondo cui Adolf Hitler, dopo che gli era stato letto un suo scritto (tradotto), fece grandi complimenti per l'autore.
Si mise a cercare quel ritaglio di giornale e avendolo trovato, si recò presso il comando tedesco chiedendo un incontro col famigerato comandante.
Mostrò all'ufficiale quell'articolo di giornale. A quel punto il comandante diede ordine di risparmiare la casa di Berrini.
Lui ebbe salva la vita e la casa, ma la cosa si seppe in paese e questo fatto gli valse una severa condanna da parte dei suoi concittadini che modificò per sempre la sua reputazione.

## Opere
- Il poeta e la signorina[3] (commedia giocosa in tre atti, 1916[4])
- Il beffardo (fresco dramatico dugentesco in quattro atti, 1921)
- Una donna moderna (commedia in tre atti, 1921)
- Rambaldo di Vaqueiras (poema drammatico cavalleresco, 1922)
- All'indice (commedia in tre atti, 1924)
- Francesca da Rimini (commedia tragica in cinque atti, 1924)
- Carbonara (commedia romantica di ambiente storico in tre atti, 1925)
- L'avvocatino Goldoni (commedia in tre atti, 1926)
- Il cuore dell'amante (coautore Sandro Camasio, commedia in tre atti, 1931)
- L'ultimo degli zar (Nicola II)- la tragedia della famiglia Romanov (1934)
- Francisca da Rimini (commedia tragica in 5 atti, 1958)